# كان سوزوكي
كان سوزوكي هو سياسي ياباني، ولد في 5 فبراير 1964 في هيوغو في اليابان. نشط حزبياً في الحزب الديمقراطي الياباني. وقد انتخب عضو مجلس المستشارين ‏ ( – 28 يوليو 2013).

## وصلات خارجية
- الموقع الرسمي